# Shubnikovite
La shubnikovite è un minerale.